# ヘナー・グレイシー
ヘナー・グレイシー（Rener Gracie、1983年11月10日生まれ）は、アメリカ合衆国のブラジリアン柔術家、グレイシー大学（旧グレイシー柔術アカデミー）の主任講師、およびグレイシー大学オンラインカリキュラムの共同制作者である。 

## 人物
グレイシー一族の一員である彼は、グランドマスターであるヘリオ・グレイシーの孫。グランドマスター・ホリオン・グレイシーの次男。カーリー・グレイシー、カールソン・グレイシーと共にアメリカにグレイシー柔術をもたらした最初の家族の一人。ヘナーの妻は、女優、モデル、元プロレスラーのイブ・トーレス。
グレイシー・アカデミーで25年以上、ホリオン・グレイシーとヘリオ・グレイシーに師事してきました。また、弟のヒロン・グレイシーと共に、オンライン武術学習センターであるグレイシー大学を設立し、独自のコースの通信教育パッケージを開発しました。 
彼は、リュックサックになる洋服を製作しているQuikflip Apparelの創設者兼CEOでもあります。QuikflipはABCのShark Tankで紹介され、Time Magazineでは「2019年のベスト発明」の1つに挙げられている。